# Les Chiens (roman)
 (mai 2025).
Motif : Faible notoriété dans l'ensemble de ce récit.
- Archive Wikiwix
- Bing
- Cairn
- DuckDuckGo
- E. Universalis
- Gallica
- Google
- G. Books
- G. News
- G. Scholar
- Persée
- Qwant
- (zh) Baidu
- (ru) Yandex
- (wd) trouver des œuvres sur Wikidata

| 1. | Préciser le motif de la pose du bandeau. | Précisez le motif de la pose du bandeau en utilisant la syntaxe suivante : {{admissibilité à vérifier\|date=mai 2025\|motif=remplacez ce texte par le motif}}                           |
| 2. | Informer les utilisateurs concernés.     | Pensez à avertir le créateur de l'article, par exemple, en insérant le code ci-dessous sur sa page de discussion : {{subst:avertissement admissibilité à vérifier\|Les Chiens (roman)}} |

Pour les articles homonymes, voir Les Chiens (homonymie).
Les Chiens est un court récit autobiographique d'Hervé Guibert paru aux Éditions de Minuit en 1982, et dédié à l'être aimé et perdu. 
Dans ce texte érotique, cruel et violent, l'auteur décrit les rituels d'un couple, qui évoquent notamment Histoire d'O. Selon Angelo Rinaldi, « Hervé Guibert, qui doit sans doute à Bataille sa rigueur, et une sécheresse aboutissant à un emploi onirique et chaste de l'obscène, suggère magnifiquement, en quelques phrases, l'explosion du sentiment catastrophique et insensé qui les transfigure, au carrefour de plusieurs voies : l'assassinat, la folie et la sainteté. »